# Cahoots (Album)
Cahoots ist das vierte Studioalbum der kanadischen Folk- und Country-Rock-Gruppe The Band. Es erschien am 15. September 1971 auf dem Label Capitol Records. Die Kritik äußerte recht unterschiedliche Ansichten über die Qualität des Albums, in der Regel wird Cahoots aber als eines der schwächeren Alben der Band angesehen. Entsprechend fielen die Chartplatzierungen vergleichsweise enttäuschend aus. In den US-amerikanischen Billboard-Charts machte das Album Platz 21, in Großbritannien erreichte es nicht die Top 40.
Cahoots ist, wie schon The Band und Stage Fright vor ihm, sehr stark von Robbie Robertsons Songwriting geprägt, der, abgesehen von Bob Dylans When I Paint My Masterpiece, an allen Songs mitwirkte. Auf der anderen Seite ist es das erste Album, auf dem Richard Manuel vollständig aus den Songwriting-Credits verschwunden ist. Nur Rick Danko, Levon Helm und Gaststar Van Morrison halfen bei je einem Song des Albums mit.
Die einzige Single des Albums kam im Dezember des Jahres in Form von Life Is a Carnival auf den Markt. Als B-Seite wurde The Moon Struck One verwendet. Wie auch das Album war Life Is a Carnival in kommerzieller Hinsicht eher ein Misserfolg. Es erreichte in den Billboard-Charts seinen Höhepunkt bei Platz 72 und scheiterte an den UK Top 40.

## Trackliste

### A-Seite
1. Life Is a Carnival (Rick Danko/Levon Helm/Robbie Robertson) – 3:55
2. When I Paint My Masterpiece (Bob Dylan) – 4:21
3. Last of the Blacksmiths (Robertson) – 3:41
4. Where Do We Go from Here? (Robertson) – 3:47
5. 4% Pantomime (Van Morrison/Robertson) – 4:32
6. Shoot Out in Chinatown (Robertson) – 2:51

### B-Seite
1. The Moon Struck One (Robertson) – 4:09
2. Thinkin' Out Loud (Robertson) – 3:19
3. Smoke Signal (Robertson) – 5:11
4. Volcano (Robertson) – 3:05
5. The River Hymn (Robertson) – 4:40

### Wiederveröffentlichung
Im August 2000 veröffentlichte Capitol das Album auf CD mit folgenden Bonustracks:
1. Endless Highway (Dylan/Robertson) – 3:46 (Early Studio Take)
2. When I Paint My Masterpiece (Dylan) – 3:57 (Alternate Take)
3. Bessie Smith (Danko/Robertson) – 4:17 (Outtake)
4. Don’t Do It (Brian Holland/Eddie Holland/Lamont Dozier) – 3:54 (Outtake)
5. Radio Commercial – 1:04